# Danie de Jager

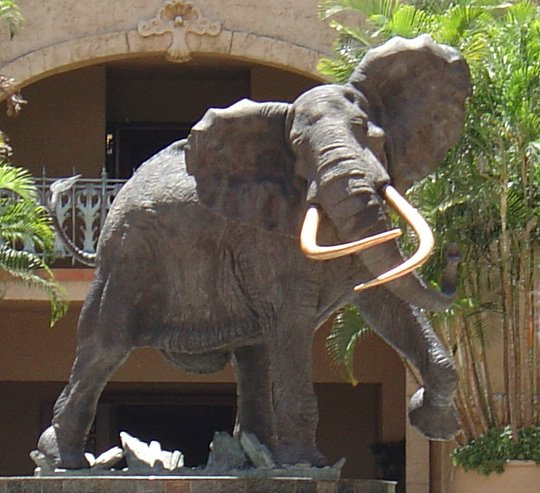
Shawu, el elefante en Sun City.

Danie de Jager nacido el año 1936 y fallecido el 2003, es un escultor contemporáneo sudafricano.
Sus obras abarcan monumentos, memoriales alegóricos, conmemorativos de personalidades sudafricanas, de acontecimientos históricos en el sur de África o relacionados con la vida silvestre de África del Sur. Sus obras, que durante mucho tiempo estuvieron asociadas con el régimen del apartheid, no le han marginado tras el establecimiento del régimen multirracial en 1994. El gobierno de Thabo Mbeki, le encargó esculturas para el proyecto del Parque de la Libertad  (Freedom Park) en Pretoria.
Sus esculturas más representativas son :
- Shawu, símbolo del elefante, bronce del palacio de la Ciudad Perdida en Sun City en la provincia del noroeste,
- los caballos de la Plaza Strijdom en Pretoria
- la estatua de JG Strijdom de Nysltroom
- el monumento ecuestre Bóer de Amajuba en la Provincia de KwaZulu-Natal, representación de Petrus Jacobus Joubert y su esposa
- el lector en bronce de Pietersburg
- El busto del rey de Suazilandia

Sus últimas esculturas fueron expuestas en Nueva York, Bahamas y Dubái.